# Le Slim Shady Show
The Slim Shady Show est une série télévisée américaine en 11 épisodes de 5 minutes et répartis sur une seule saison. Créée par le rappeur américain Eminem, cette série d'animation fut diffusée entre 2000 et 2003. Chaque épisode se concentre sur une des personnalités d'Eminem relatées à travers ses alter ego : Eminem, Slim Shady et Ken Kaniff. Les courts-métrages furent réalisés par Mark Brooks et Peter Gilstrap. La majorité du doublage de la série est assurée par Eminem mais Xzibit et Paul Rosenberg participent également à celle-ci. En raison de son caractère explicite, le DVD de la série fut indiqué comme interdit aux moins de 18 ans au Royaume-Uni et de 15 ans en Australie. Le graphisme présent dans la série est le même que celui que l'on retrouve dans le clip vidéo de Role Model.

## Genèse
Entre septembre et octobre 2000, sept épisodes de la série furent dévoilés sur internet. Les trois épisodes suivant sortirent en exclusivité le 5 novembre 2001 à l'occasion de la sortie du DVD. Un nouvel épisode fut révélé lors de la sortie de la version de luxe du DVD.

## Distribution
- Eminem: Eminem, Slim Shady, Marshall Mathers, Ken Kaniff et d'autres personnages mineurs.
- Mark Brooks: Dave
- Lord Sear: Big D
- Xzibit: Knuckles
- Paul Rosenberg: personnages mineurs

Le doublage français voit la participation de certains comédiens de la série South Park, tel que Christophe Lemoine ou Thierry Wermuth. Le rappeur, beatboxer et imitateur français Eklips double certains personnages pour la version française.

## Liste des épisodes
1. The Party Crashers
2. Plexi Max Extravaganza
3. Dyke Hills Mall
4. Movie Star Marshall
5. Slimshank Redemption
6. Ouija Board Blunders
7. Devirginization
8. The Ass and the Curious
9. The Making of The Slim Shady Show
10. The Lost Episode
11. Parent-Teacher Night